# Пег Ентвісл
Міллісент Ліліан «Пег» Ентвісл (англ. Millicent Lilian "Peg" Entwistle, 5 лютого 1908, Порт-Толбот, Уельс, Велика Британія — 18 вересня 1932, Голлівуд, Лос-Анджелес, Каліфорнія, США) — британська акторка театру та кіно валлійського походження . Ентвісл почала виступати у 1925 році, зігравши ролі у кількох бродвейських спектаклях. Вона з'явилася лише в одному фільмі, «Тринадцять жінок», який вийшов уже після її смерті.
Ентвісл прославилася тим, що розбилася насмерть, стрибнувши з літери «Н» напису «Hollywoodland» у вересні 1932 року, на 25-му році життя.

## Життєпис

### Дитинство
Міллісент Ліліан Ентвісл (англ. Millicent Lilian Entwistle) народилася 1908 року в уельському місті Порт-Толбот. Перші вісім років свого життя вона провела у Лондоні. Мати дівчинки, Емілі, померла, коли Пег була зовсім маленькою. Через кілька років її батько одружується вдруге. Його обраницею стає Лауретта Росс, рідна сестра актриси Джейн Росс. Незабаром у пари народжуються двоє синів: Мільтон та Роберт Блікс.
У 1916 році батько перевозить сім'ю до США, де він отримав місце менеджера бродвейського продюсера Чарльза Фромана, ознаменувавши цим початок нового етапу в житті Пег.

### Перші роки у США
Через 5 років після переїзду до США з інтервалом одного року Пег втрачає обох батьків. Спочатку в 1921 році від менінгіту вмирає Лауретта Росс, а потім, 2 листопада 1922 року трагічно гине батько. Він потрапляє під колеса лімузина на Парк-авеню у Нью-Йорку . Після смерті Роберта в автокатастрофі опіку над дітьми оформив їхній рідний дядько, Чарльз Ентвісл, на той момент менеджер актора Волтера Хемпдена, а також його дружина актриса Джейн Росс.

### Навчання у театральній студії
З раннього дитинства Пег мріяла стати акторкою. У 1924 році вона переїхала до Бостона, де вступила до театральної студії Генрі Джуїтта (нині Хантінгтон). Серед її вчителів була уславлена актриса Бланш Юрка. Під її керівництвом Пег отримувала роль у кожній постановці п'єс Генріка Ібсена і вже в 16-річному віці на думку критиків стала перспективною актрисою.
Однією з перших ролей Пег Ентвісл стала роль Едвіги в п'єсі «Дика качка», якою захоплювалася американська акторка Бетті Девіс, вказуючи пізніше у своїх мемуарах, що в той час хотіла бути схожою на Пег Ентвіл . Незабаром після цього актрису було прийнято до групи Нью-Йоркської театральної гільдії.

### Бродвейські постановки

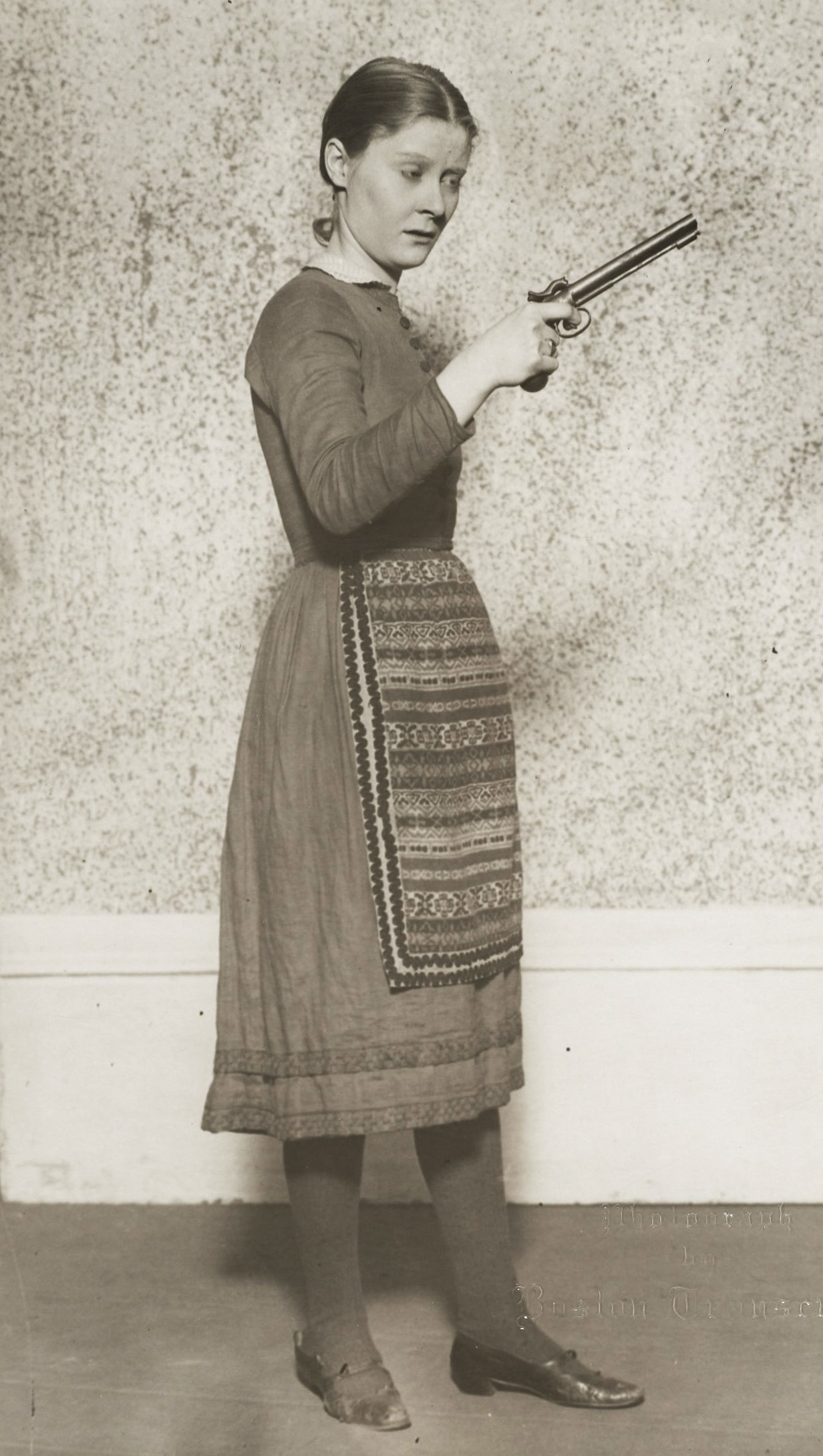
Пег Ентвісл у ролі Едвіги у п'єсі «Дика качка». 1925 рік.

В 1925 році за сприяння друга і начальника її дядька, актора Вальтера Хемпдена, Пег вперше виходить на Бродвейську сцену. Їй дістається безсловесна, нічим не примітна епізодична роль служниці у постановці «Гамлет». Дебют пройшов вдало, молода актриса зуміла звернути на себе увагу вимогливої публіки.
У червні 1926 року відбувся її бродвейський дебют вже у складі трупи Нью-Йоркської театральної гільдії у п'єсі «Людина з Торонто», де виконувала роль Марти. Надалі п'єса витримала 28 вистав. У наступні шість років Ентвісл з'явилася в десяти бродвейських постановках. Серед її партнерів були Вільям Жілетт, Боб Каммінгз, Лоретт Тейлор та Дороті Гіш. Найвидатнішою роботою Пег Ентвісл стала робота з Сідні Толером у п'єсі «Томмі». Протягом 1927 року ця п'єса ставилася на сцені 232 рази.
У квітні 1927 року Пег Ентвісл вийшла заміж за актора Роберта Кіта, проте незабаром пара оголосила про розлучення. Крім звинувачень у жорстокості, Ентвісл дорікала чоловіка в тому, що він не спромігся розповісти їй про те, що був раніше одружений і має шестирічного сина, Браяна (теж у майбутньому відомого актора).
У перервах між Бродвейськими постановками Пег Ентвісл та інші актори їздили у турне, присвячене десятирічному ювілею театральної трупи. Організацією турне особисто займався великий Бернард Шоу. Незалежно від того, в якій п'єсі Пег брала участь, вона незмінно отримувала захоплені відгуки про свою гру, навіть якщо критики були незадоволені постановкою в цілому. Щотижня граючи нову роль, Пег набувала все більшої популярності в широких колах глядачів. Інформація про неї частіше з'являлася в пресі, наприклад, їй присвячені статті у недільному випуску New York Times (1927) і газети Oakland Tribune (1929).
На початку 1932 року Ентвісл востаннє вийшла на бродвейську сцену в п'єсі Джеймса Метью Баррі «Alice Sit-by-the-Fire». У парі з Пег Ентвісл мала грати Лоуретт Тейлор, проте через те, що Тейлор мав явні проблеми з алкоголем, постановку двічі доводилося скасовувати і повертати гроші за куплені квитки. Зрештою п'єсу зняли з репертуару, а Ентвісл та іншими акторам замість обіцяних відсотків із продажу квитків видали лише платню за тиждень.

### Виступи в Голлівуді
У травні 1932 року Пег Ентвісл переїхала до Лос-Анджелеса, де грала в театрі Беласко в п'єсі Ромні Брента «Божевільні надії» . Після закриття виступів в червні того ж року вона вирішила повернутися до Нью-Йорку, але кінокомпанія « RKO» запропонувала їй спробувати себе в кіно і запросила на проби. Ентвісл погодилася, і незабаром отримала свою першу і єдину роль у кіно — роль Хейзл у фільмі «Тринадцять жінок».
Незважаючи на зірковий склад актрис: Мірну Лой та Айрін Данн, на тестовому показі фільм отримав погані відгуки, після чого кіностудія перемонтувала фільм, суттєво урізавши при цьому екранний час Ентвісл.
У цей момент США переживала розпал Великої депресії . Чверть населення країни становили безробітні, близько половини громадян жили за межею бідності. В Америці раз по раз спалахували голодні бунти, які жорстоко придушувалися. У Лос-Анджелесі стало вкрай складно знайти ролі, грошей ледь вистачало на найнеобхідніше, повернутися до Нью-Йорка не було можливості. Почуття своєї незатребуваності вкрай пригнічувало Ентвісл, вона дедалі частіше впадала в депресію. Дізнавшись про те, що її роль у «Тринадцятьох жінках» значно урізали, актриса зневірилася остаточно.

### Самогубство
П'ятничного вечора 16 вересня 1932 року Пег Ентвісл залишила рідним записку, що вирушила до друзів. Більше живою її ніхто не бачив. У неділю 18 вересня в поліцейській дільниці пролунав дзвінок, і невідома жінка повідомила, що натрапила біля знаку Голлівуду на жіночу туфлю і акуратно згорнуте пальто, неподалік вона знайшла жіночу сумочку з передсмертною запискою всередині. На дні тридцятиметрового яру жінка побачила тіло. Невідома не хотіла непотрібного розголосу, тому підібрала кинуті речі, згорнула їх у вузлик і залишила біля дверей поліцейської дільниці. Поліцейські, що прибули за викликом, виявили тіло пристойно одягненої жінки зі світлим волоссям і блакитними очима .
Поліцейські відновили картину події: жінка піднялася вгору службовими сходами, що є одночасно каркасом літери «Н» знака «HOLLYWOODLAND», і кинулася вниз з 15-метрової висоти.

У передсмертній записці, що знаходилася в її сумочці було написано рукою Пег:
"Я боюся, я — боягузка. Вибачте мене за все. Якби я зробила це набагато раніше, це позбавило від пережитого болю. П. Е. " .
Розтин тіла показав, що смерть настала внаслідок множинних переломів кісток тазу, якихось зловживань алкоголем не було відзначено. У зв'язку з тим, що жінка не мала жодних документів, газета «Los Angeles Times» опублікувала передсмертну записку, сподіваючись, що ініціали підпису будуть упізнані. В результаті до поліції звернувся дядько Пег Ентвісл, Гарольд, який згодом упізнав тіло в морзі. Незважаючи на те, що смерть з великою ймовірністю настала саме 16 вересня, у свідоцтві про смерть вказано дату 18 вересня, день виявлення тіла. Її тіло кремували та поховали біля могили батька в Глендейлі в штаті Огайо в США.

## Фільмографія
| Рік  |   | Українська назва | Оригінальна назва    | Роль                                           |
| ---- | - | ---------------- | -------------------- | ---------------------------------------------- |
| 1932 | ф | Тринадцять жінок | англ. Thirteen Women | Хазел Клей Казінс / (англ. Hazel Clay Cousins) |

## У культурі
Пег Ентвісл зіграла акторка Лаура Лігуорі в короткометражному фільмі 2017 року «Голлівудська дівчина: Історія Пег Ентвісл».